# النقل في فلسطين
ينقسم النقل في فلسطين إلى قسمين في منطقتين جغرافيتين غير متجاورتين هما: الضفة الغربية، وقطاع غزة نظرًا للوضع السياسي القائم. يتكون النقل في فلسطين من الطرق البرية في الضفة الغربية، تسيطر السلطة الفلسطينية على الطرق بين المدن والبلدات الفلسطينية في مناطق "أ" بالضفة الغربية فقط. وفي المحافظات الجنوبية من مناطق السلطة الفلسطينية، يتكون النقل فيها من الطرق البرية والموانئ والمطارات.

## السكك الحديدية
لا توجد خطوط سكك حديدية قائمة عاملة في الأراضي الفلسطينية. 

## الطرق
عام 2010، كانت أطوال الطرق في الضفة الغربية وقطاع غزة معًا حوالي 4,686 كم.

### الطرق السريعة

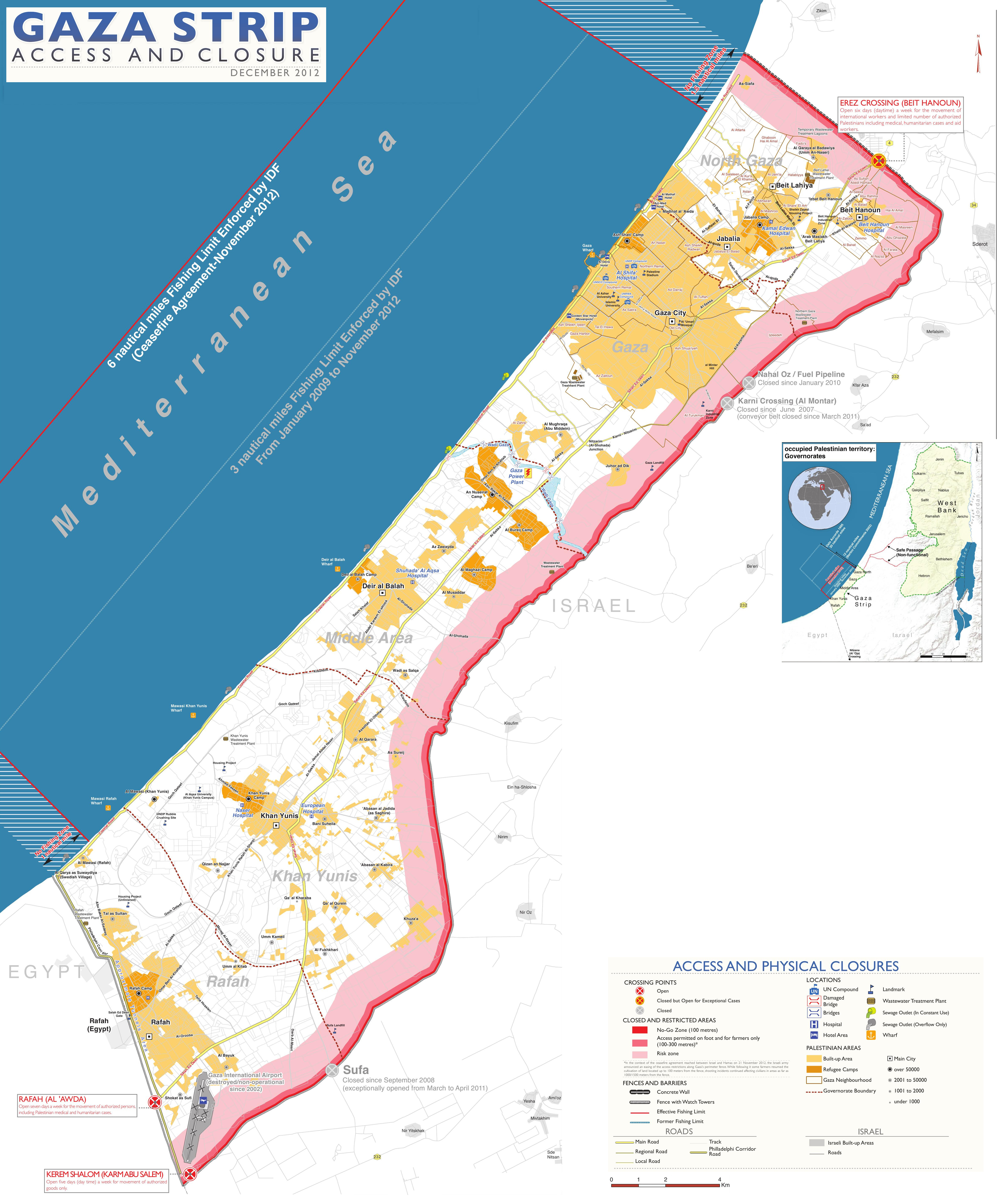
خارطة طريق صلاح الدين السريع في قطاع غزة

- طريق صلاح الدين السريع، هو الطريق الرئيسي في قطاع غزة، يبلغ طوله 45 كم، ويمتد على طول قطاع غزة من معبر بيت حانون شمال القطاع إلى معبر رفح جنوب القطاع.[2]

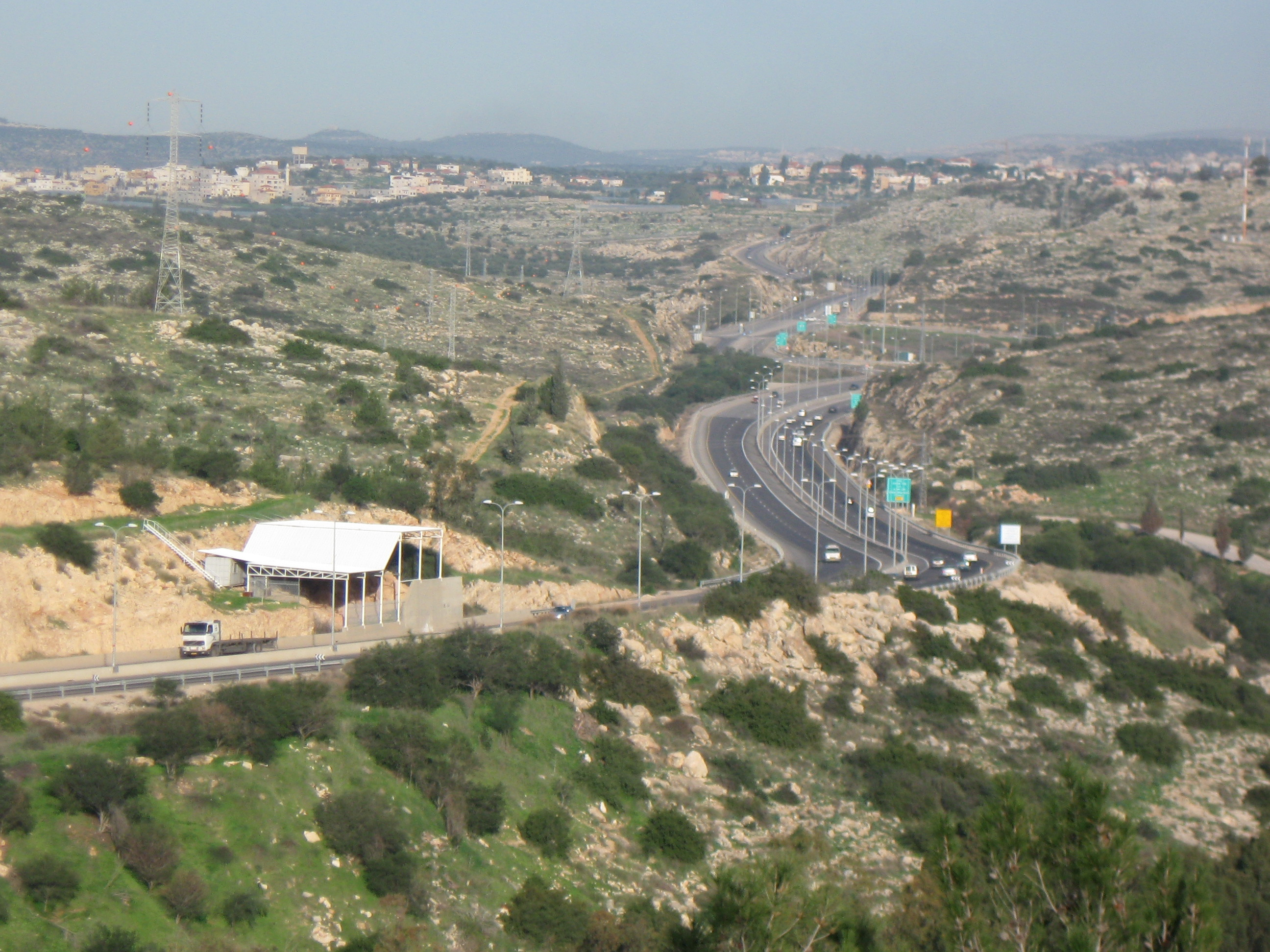
الطريق السريع الالتفافي 5

## الموانئ والمرافئ
- الضفة الغربية منطقة غير ساحلية، ولا يوجد فيها موانئ.

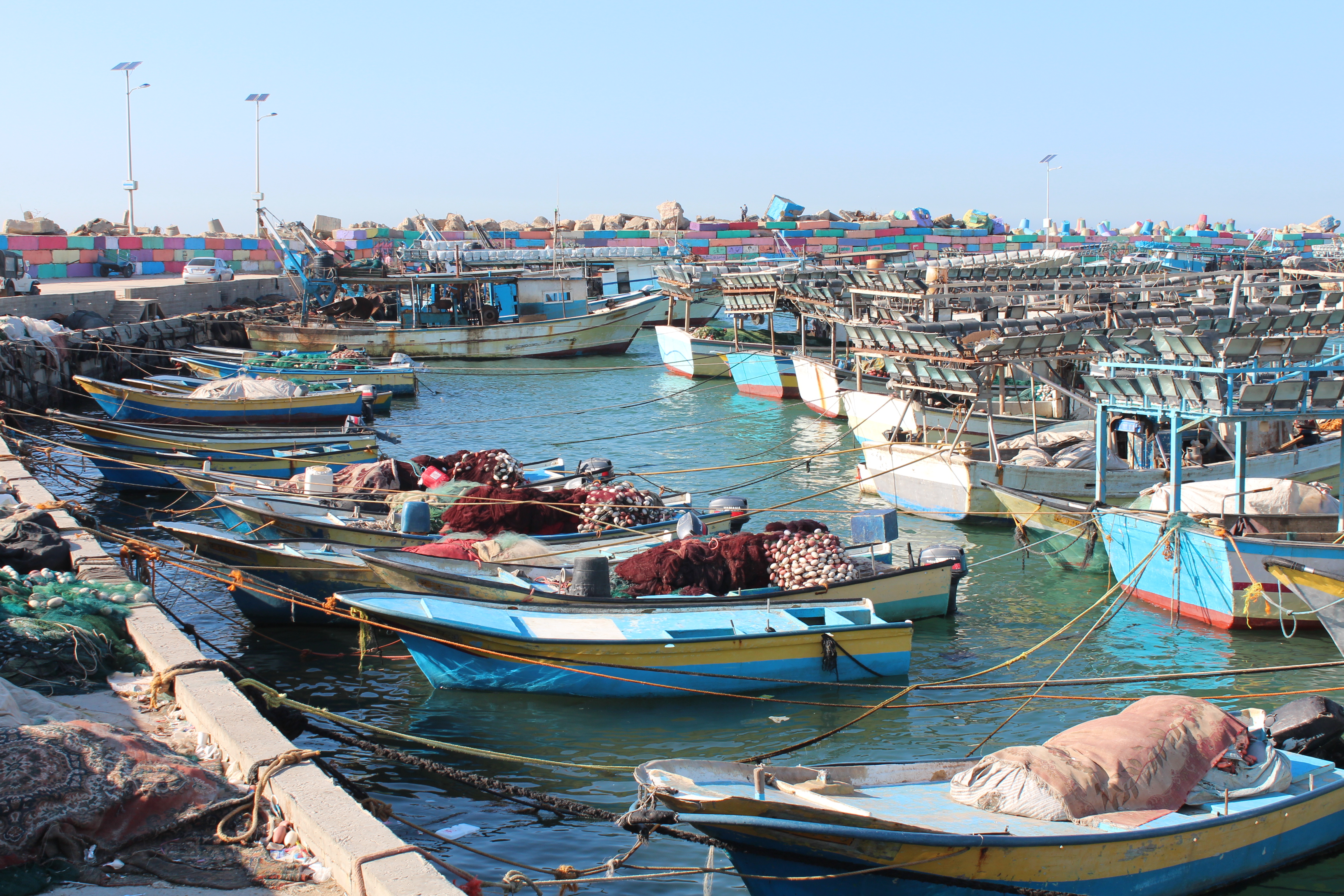
ميناء غزة - 2015

- قطاع غزة، يوجد فيه ميناء صغير في مدينة غزة، وهو الميناء الرئيسي في القطاع لقوارب الصيد الفلسطينية، ومقر الشرطة البحرية الفلسطينية. توقف مشروع بناء الميناء بعد اندلاع الانتفاضة الفلسطينية الثانية إثر تدميره بعد تعرضه للقصف الإسرائيلي عام 2002. عام 2005، وافقت السلطات الإسرائيلية على خطط فلسطينية لإعادة بناء ميناء غزة. منذ بداية حصار غزة، اقتصرت أنشطة ميناء غزة على الصيد ضمن نطاق صغير تفرضه السلطات الإسرائيلية ضمن الحصار البحري على القطاع. لا توجد سفن في القطاع تزيد عن 1000 طن.[3][4][5][6]

## المطارات
يوجد في الأراضي الفلسطينية أربعة مطارات، كلها مغلقة أو معطلة في الوقت الحالي. 
| الرقم | الاسم                  | الموقع                    | ملاحظات |
| 1     | مطار ياسر عرفات الدولي | شوكة الصوفي، محافظة رفح   | افتتح عام 1998 كجزء من تطبيق اتفاقية أوسلو 2 واتفاقية واي ريفر. أغلق عام 2000 بأمر إسرائيلي بعد اندلاع الانتفاضة الفلسطينية الثانية، وعام 2001 دَمَرَه الجيش الإسرائيلي. |
| 2     | مطار غوش قطيف          | خان يونس، محافظة خان يونس | معطل منذ 2004م. |
| 3     | مطار القدس الدولي      | قلنديا، محافظة القدس      | معطل منذ 2000م. |
| 4     | مطار مقيبلة            | مقيبلة، محافظة جنين       | معطل منذ الحرب العالمية الثانية. |

يمكن لمسافري الضفة الغربية السفر إلى الأردن عبر معبر الكرامة، ومن ثم استخدام مطار الملكة علياء الدولي، أما مسافري قطاع غزة، فيمكنهم السفر إلى مصر عبر معبر رفح البري، ومن ثم استخدام مطار العريش الدولي أو مطار القاهرة الدولي.

## المعابر الحدودية

خريطة معابر قطاع غزة

تنتشر على أطراف الضفة الغربية وقطاع غزة عدة معابر حدودية مع فلسطين المحتلة، ويوجد معبران دوليان واحد في الضفة الغربية والآخر في قطاع غزة يمكن للفلسطينيين السفر عبرهما.

### المعابر مع الأردن
- معبر الكرامة أو جسر الملك حسين أو جسر اللنبي، هو جسر يربط الضفة الغربية بالأردن فوق نهر الأردن، ويبعد عن عمان 60 كم وعن أريحا 5 كم، على ارتفاع 273 متر تحت مستوى سطح البحر. منذ معاهدة السلام بين إسرائيل والأردن عام 1994، تم تشغيل محطة بواسطة سلطة المطارات الإسرائيلية.[12] تدير الإدارة العامة للمعابر والحدود الفلسطينية المعبر، ولكنها لا تسيطر عليه.

### المعابر مع إسرائيل
- معبر بيت حانون أو معبر إيريز: هو المعبر البري الوحيد لحركة الأفراد من قطاع غزة إلى فلسطين المحتلة والضفة الغربية.[13][14]
- معبر المنطار أو معبر كارني: تأسس وافتتح بعد اتفاقية أوسلو، وذلك من أجل إستيراد وتصدير البضائع من وإلى غزة. وكان يديره الجانبان الإسرائيلي والفلسطيني. أغلق لعدة مرات، حتى تم إغلاقه نهائيًا عام 2011.[15][16]
- معبر كرم أبو سالم أو معبر كيرم شالوم: هو معبر حدودي على الحدود بين قطاع غزة ومصر وفلسطين المحتلة، يستخدم المعبر لمرور الشاحنات التي تحمل البضائع إلى قطاع غزة.[17]
- معبر الطيبة: ويقع في مدينة طولكرم، ويصل بين الضفة الغربية وإسرائيل، وهو من أهم وأضخم المعابر التجارية.
- معبر جبارة: يقع في مدينة طولكرم، ويصل بين الضفة الغربية وإسرائيل.
- معبر 104: يقع أيضًا في مدينة طولكرم، ويصل بين الضفة الغربية وإسرائيل.
- معبر ترقوميا: يقع جنوب الضفة الغربية بالقرب من ترقوميا غرب الخليل وإسرائيل.

### المعابر مع مصر
- معبر رفح البري: هو المعبر الحدودي بين قطاع غزة ومصر، وهو يقع تحت السيطرة الفلسطينية الكاملة.